# Mecodina imperatrix
Mecodina imperatrix är en fjärilsart som beskrevs av Holland 1894. Mecodina imperatrix ingår i släktet Mecodina och familjen nattflyn. Inga underarter finns listade i Catalogue of Life.